# Die drei Meloparodisten

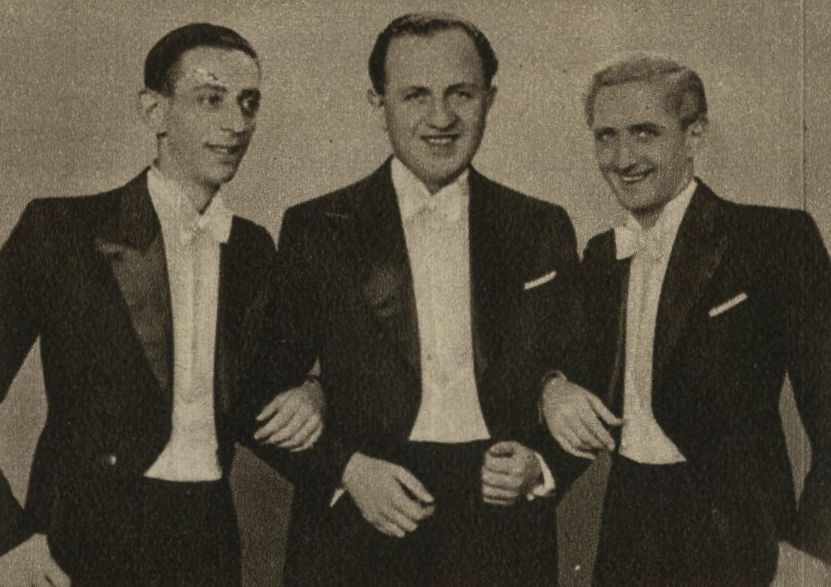
Die drei Meloparodisten, um 1938

Die drei Meloparodisten waren ein Wiener Gesangstrio, bestehend aus den Herren Elmar, Gotthelf und Spiegel. Es bestand in den 1930er und 1940er Jahren. Aufgrund der nationalsozialistischen Rassenpolitik mussten die Künstler flüchten. Sie überlebten den Holocaust in Kolumbien, Venezuela und Kuba. 

## Geschichte
Über diese Formation ist sehr wenig bekannt. Da weder die Vornamen der Künstler noch deren Lebensdaten vorliegen, können sie hier nicht biographisch vorgestellt werden.
Die wenigen vorhandenen Quellen belegen, dass die Meloparodisten spezialisiert waren auf Parodien damaliger Stars, beispielsweise Richard Tauber und Hans Albers und dass sie in den Wiener Kammerspiele mit einem abendfüllenden Programm einen besonderen Erfolg erzielten. Verbürgt ist auch ein Gastspiel in Bad Gleichenberg.

### Emigration nach Lateinamerika
Das Trio wurde 1938 in Amsterdam von Hugo Wiener für ein Gastspiel in Bogotá engagiert. Kolumbien nahm in den Jahren 1934 bis 1942 rund 4000 Flüchtlinge aus Mitteleuropa auf, die meisten jüdischer Herkunft. Die Künstler hatten eine Einladung des Bürgermeisters von Bogotá erhalten, an den Festlichkeiten zur 400-Jahr-Feier der Stadtgründung teilzunehmen. Sie reisten also nicht als Flüchtlinge ein. Die Überfahrt erfolgte auf dem niederländischen Transatlantikdampfer S.S. Costa Rica.
Aus dem Fest wurde eine Trauerfeier, da wenige Tage zuvor ein vollbesetztes Flugzeug nahe Bogotá abstürzte. Beim ersten Auftritt wurden Mozart und Schubert aufgeführt und die Einnahmen wurden den Hinterbliebenen der Flugzeugkatastrophe gespendet. Aufgrund des Erfolges wurde das ursprünglich auf zwölf Wochen befristete Visum verlängert und Tourneen durch das ganz Land wurden organisiert. 
Die drei Gesangskünstler waren musikalisch sehr vielseitig begabt, sie interpretierten auch Lieder von Franz Schubert. Gemeinsam mit Cissy Kraner und Hugo Wiener traten sie danach in Venezuela auf, später auch in Kuba. In Lateinamerika nannten sie sich Los Meloparodistas oder auch Tre Meloparodistas.
Nach dem Untergang des NS-Regimes löste sich das Trio auf.